# Aulo Didio Galo
Aulo Didio Galo fue un general y político del Imperio romano que vivió durante el Siglo I. Gobernó la provincia de Britania entre los años 52 y 57.

## Carrera
La carrera de Aulo Didio Galo puede ser reconstruida hasta el año 51 a partir de una inscripción encontrada en Olimpia. Sirvió como cuestor durante el reinado de Tiberio, probablemente en el año 19, posteriormente fue nombrado legatus del procónsul de Asia, prefecto de la caballería y procónsul de Sicilia. Sin embargo, se desconocen las fechas de estos nombramientos. Fue nombrado curator aquarum (superintendente de los acueductos) entre los años 38 y 49, y formó parte del XVviri. Recibió honores triunfales en calidad de su condición de legado imperial bajo el reinado de Claudio, sirviendo probablemente en la región del Bósforo: Tácito escribe que comandó las fuerzas que allí había en el año 49. Posteriormente recibió otro nombramiento proconsular, probablemente en África o Asia.
A partir de ese momento, el resto de su carrera es descrita por Tácito. En el año 52 fue nombrado gobernador de Britania, a raíz de la muerte de su predecesor en el cargo, Publio Ostorio Escápula. La situación en la provincia no era nada halagüeña a la llegada de Galo; las tribus se estaban sublevando en una cadena de rebeliones aisladas. El sudeste de la región era seguro, pero a pesar de la derrota del líder rebelde Carataco el año anterior, las tribus asentadas en lo que hoy es Gales, en particular los siluros, estaban preparándose para contraatacar. Mientras, la reina Cartimandua de los brigantes estaba sufriendo una rebelión por parte de Venutio, que retrocedió cuando Galo envió al pretor Cesio Nasica en su auxilio. 
En lugar de embarcarse en nuevas y arriesgadas conquistas, Didio actuó para sofocar las rebeliones de los insurgentes britanos. Su gobierno, que abarcó hasta el año 57 se caracterizó en líneas generales por seguir una política defensiva, y por esta razón es criticado por Tácito. Sin embargo, es probable que Galo actuara por órdenes de Claudio, que no consideraba los beneficios suficientes como para justificar el riesgo que supondría una campaña de invasión. En lugar de ello, Didio construyó caminos y fortalezas en las regiones fronterizas para contener a los bárbaros, como la de Usk. Tras cinco años en el cargo, los dos primeros durante el reinado de Claudio y los tres posteriores bajo el reinado de Nerón, Galo fue reemplazado por Quinto Veranio.
Quintiliano escribe que, tras varios años de campaña en su cargo de gobernador de alguna provincia, Didio se quejó de su cargo, aunque se desconoce si se refiere a Sicilia o a Bretaña. El orador Gneo Domicio Áfer le aconsejó sarcásticamente que pensara en su país. Su sucesor en el gobierno de Britania, Quinto Veranio, dice en su lápida que él consiguió ese cargo, "aunque no lo buscaba", lo que se ha interpretado como un ácido comentario dirigido a Didio.